# Lothar Bechstein

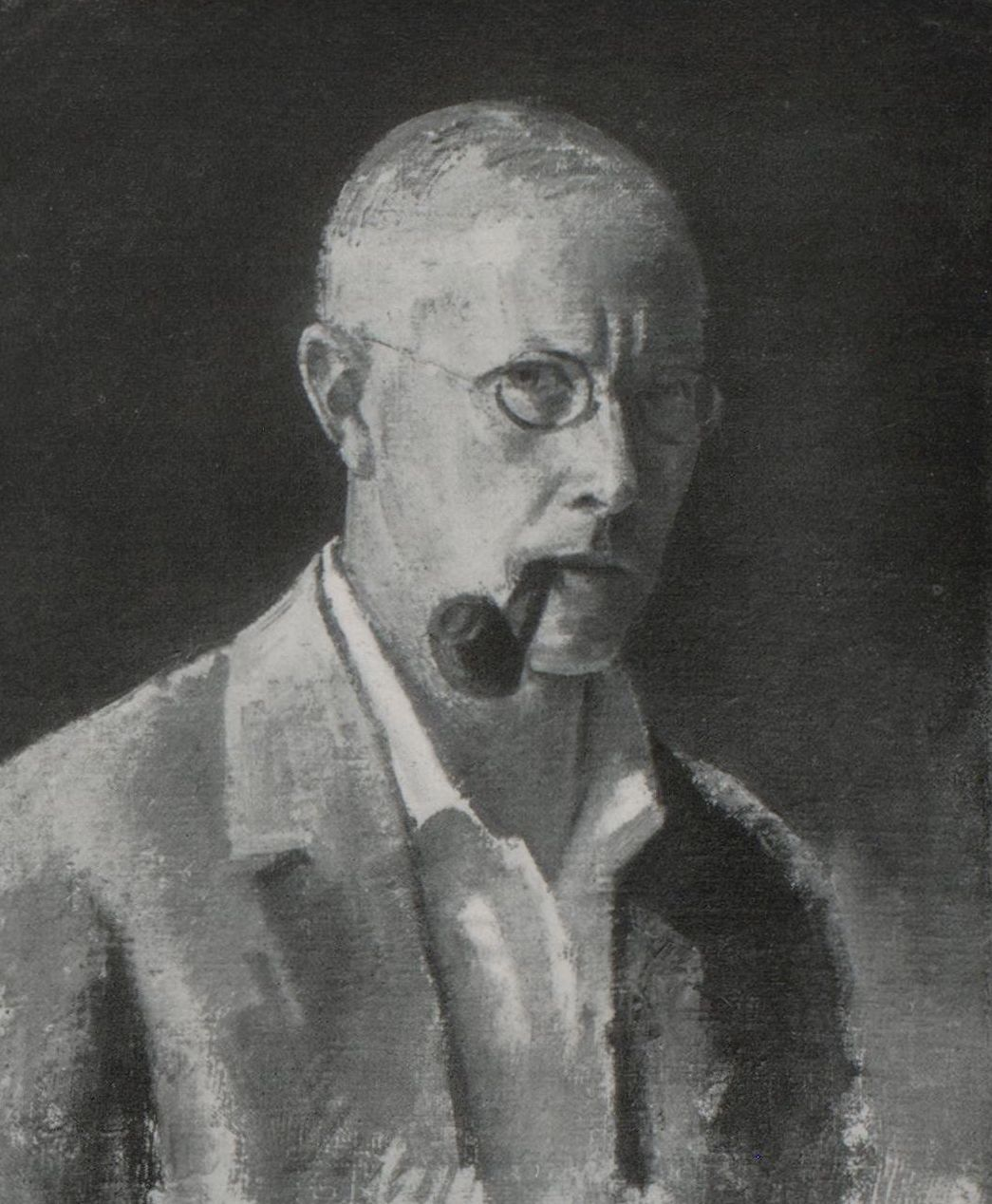
Lothar Bechstein, Selbstbildnis 1937

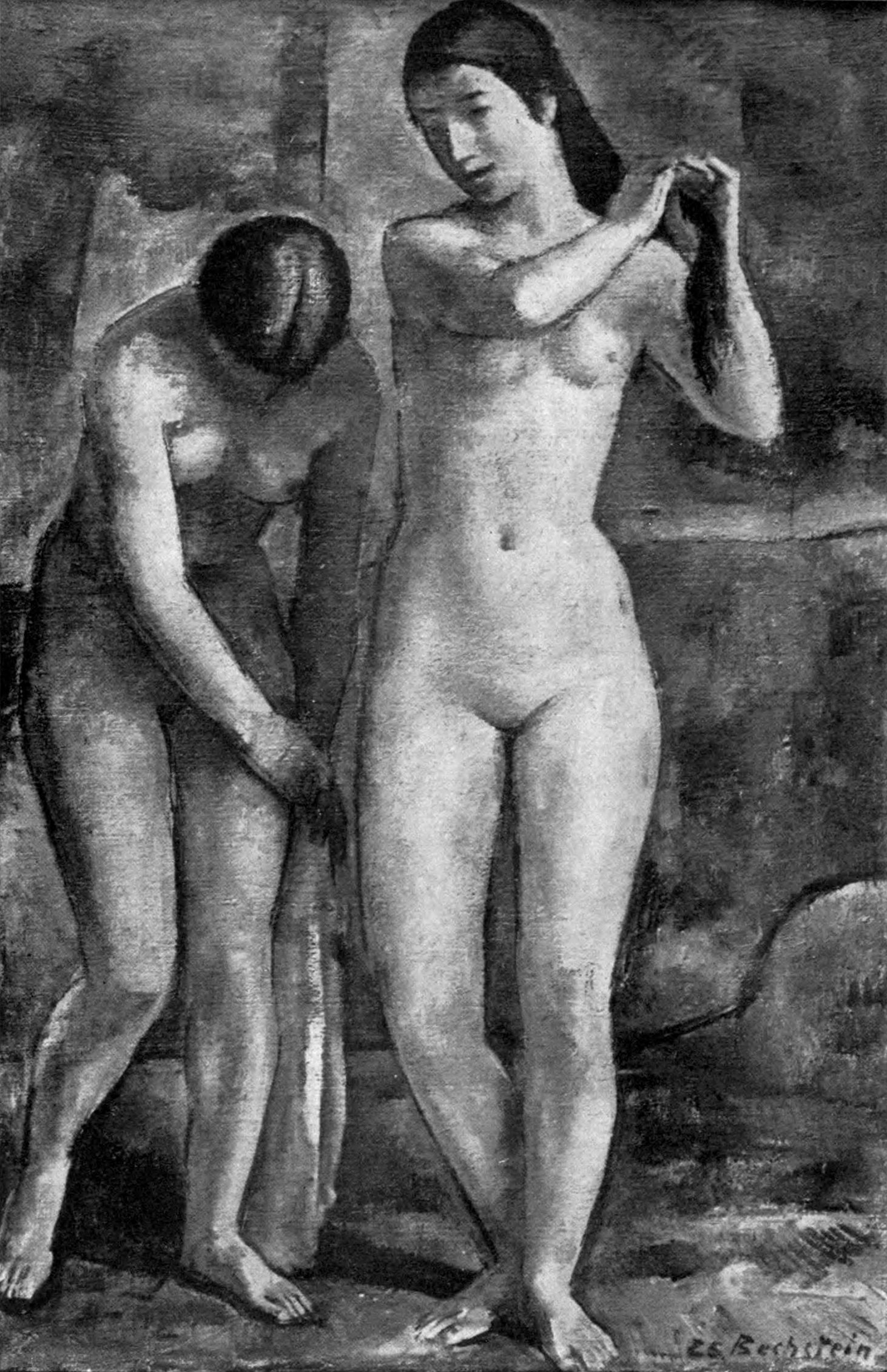
Lothar Bechstein: Zwei Akte

Lothar Bechstein (* 18. August 1884 in Solothurn (Schweiz); † 28. November 1936 in München) war ein aus der Schweiz stammender Maler, der in München tätig war.

## Leben
Lothar Bechstein studierte von 1905 bis 1907 an der Akademie der Bildenden Künste in München (Matrikelnummer 03055). Seine Lehrer waren Peter Halm und Angelo Jank.
Später wurde er Mitglied des am 4. April 1892 gegründeten Vereins bildender Künstler Münchens Secession. Studienaufenthalte führten ihn nach Wien, Paris, Algerien und an die Nordsee. Von 1932 bis zu seinem Tod war er mit der österreichischen Malerin und Kunstpädagogin Paula May verheiratet.
Bechstein begann malerisch mit impressionistischer Tendenz und kam nach 1914 zu großformatigen, streng komponierten Figurenbildern mit klaren klassischen Formen in gedämpften Farben. Ab 1929 malte er Wandbilder (Arkadische Idyllen für Dampfschiff Europa) und fertigte Fresken (Urnenhalle im Münchener Ostfriedhof 1933, Gaststätte zum Alten Botanischen Garten 1936).

## Ausstellungen (Auswahl)
- Kollektivausstellung in Brakl’s Kunsthaus München 1913
- Moderne Galerie Thannhauser, München 1922
- 14. Kunstausstellung 15. April–31. Oktober 1924 in Venedig,
- Düsseldorf-Münchener Kunstausstellung, Kunstpalast Düsseldorf 14. Mai–31. August 1932
- Gedenkausstellung im Münchener Kunstversteigerungshaus Adolf Weinmüller 1937

## Sammlungen
Vertreten sind seine Werke in diversen Sammlungen, so in der Staatsgalerie München u. a. mit den Bildern Afrikanische Landschaft (12600), Badende Männer (9425), Dorf (9062), Stehende Figur (9829). Ebenso besitzt die Kunstsammlung Duisburg und Gießen und die Moderne Galerie Venedig einige seiner Werke.